# Devadasy
De:vadasy (?, デヴァダシー, Sosei Seiki Devadashi) è una serie anime OVA del 2000 di genere mecha. La serie è stata generalmente accolta con sfavore dalla critica, in quanto considerata una copia di Neon Genesis Evangelion.

## Trama
Dei misteriosi alieni invadono il pianeta Terra, la cui unica arma è un robot gigante chiamato Devadasy. Il Devadasy è pilotato dal protagonista maschile Kei, e da due copiloti donne chiamate Misako e Naoki; i robot sono alimentati dalla loro energia sessuale.